# Вахрамеев, Лев Александрович
Лев Алекса́ндрович Вахраме́ев (род. 23 июня 1932) — советский, российский дипломат. Чрезвычайный и полномочный посол (18 февраля 1991).

## Биография
С 1957 года — комсомольский и партийный работник в Ленинграде, первый секретарь Кронштадтского райкома КПСС города Ленинграда.
С 1966 года — на дипломатической работе: первый секретарь, советник Постоянного представительства СССР при ООН, генеральный консул СССР в Кракове, советник-посланник при Посольстве СССР в Венесуэле, генеральный консул СССР в Гданьске, заместитель заведующего отделом МИД СССР, заместитель постоянного представителя СССР при ООН, первый заместитель начальника, начальник Управления международных организаций МИД СССР.
С 11 августа 1989 по 7 августа 1992 года был чрезвычайным и полномочным послом СССР, затем Российской Федерации в Экваториальной Гвинее.